# Le Talisman
Pour les articles homonymes, voir Talisman (homonymie).

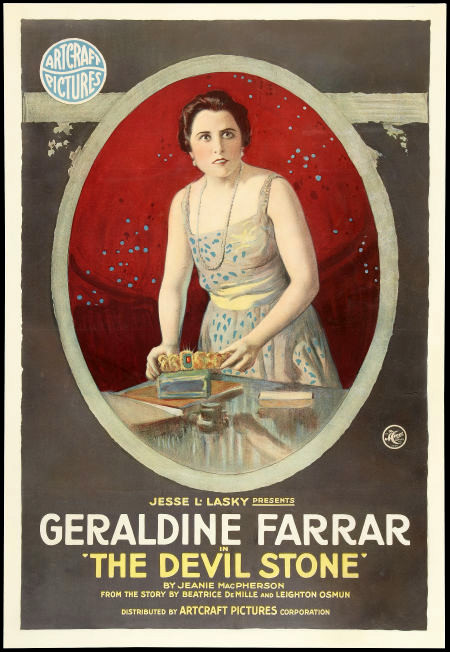
Affiche du film.

Le Talisman (The Devil-Stone) est un film américain réalisé par Cecil B. DeMille, sorti en 1917.

## Fiche technique
- Titre original : The Devil-Stone
- Réalisation : Cecil B. DeMille
- Scénario : Jeanie MacPherson d'après une histoire de Beatrice DeMille et Leighton Osmun[1].
- Production : Jesse L. Lasky, Cecil B. DeMille
- Photographie : Alvin Wyckoff
- Montage : Cecil B. DeMille
- Production : Famous Players-Lasky/Artcraft
- Distributeur : Paramount Pictures
- Durée : 60 minutes
- Date de sortie : 16 décembre 1917

## Distribution
- Geraldine Farrar : Marcia Manot
- Wallace Reid : Guy Sterling
- Hobart Bosworth : Robert Judson
- Tully Marshall : Silas Martin
- James Neill : Simpson
- Mabel Van Buren
- Lillian Leighton

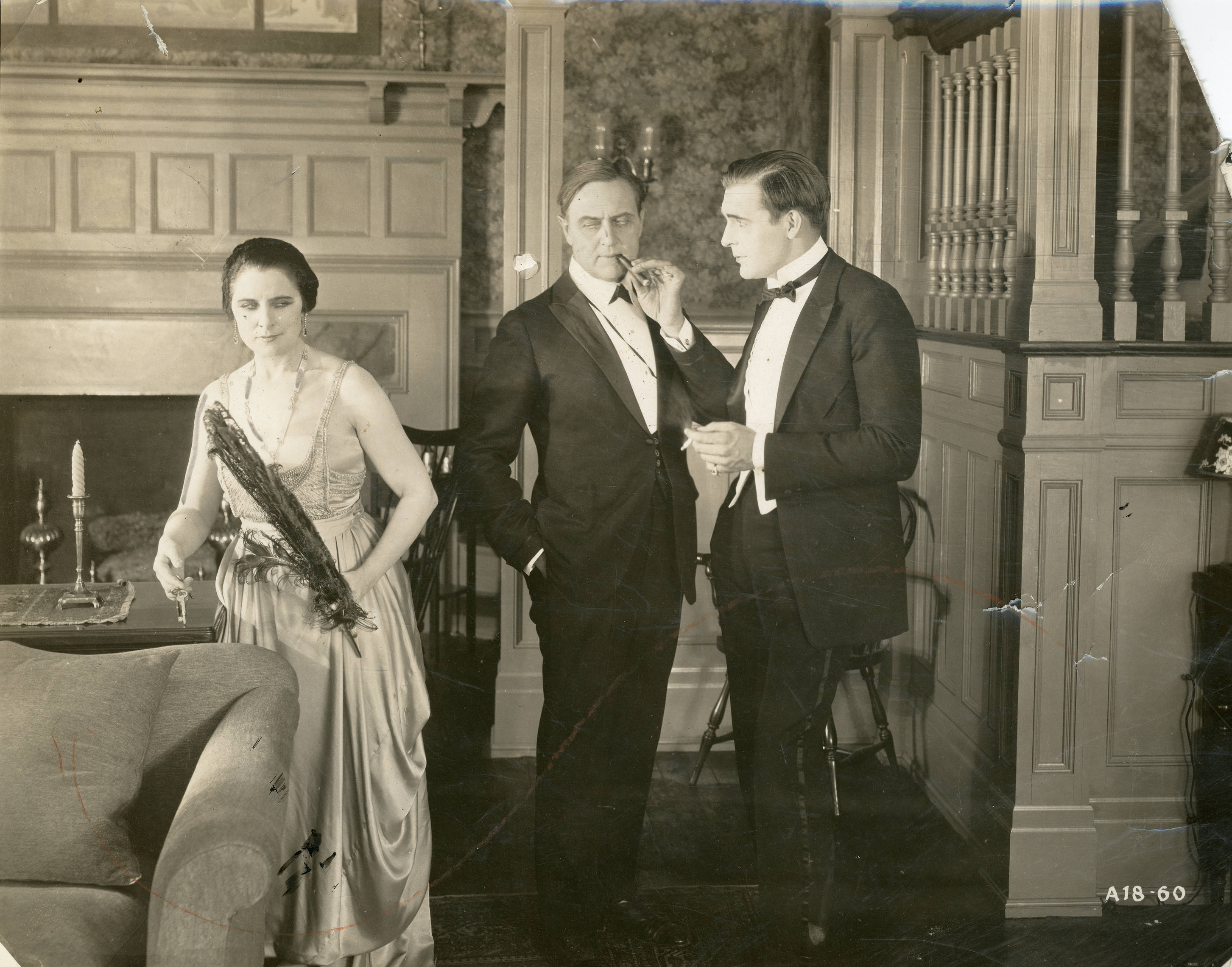
Une scène du film The Devil-Stone avec Geraldine Farrar, Wallace Reid et Hobart Bosworth.

- Gustav von Seyffertitz : Stephen Densmore
- Horace B. Carpenter
- Ernest Joy
- Burwell Hamrick
- Raymond Hatton
- Theodore Roberts